# Jamaican Hot Red
Il Jamaican Hot Red è una cultivar di peperoncino della specie Capsicum chinense caratterizzato dall'elevata piccantezza: sulla scala di Scoville riporta dalle 100 000 alle 350 000 scu.
Simile all'Habanero, lunghezza di circa 4 cm dal colore rosso brillante e dal gusto fruttato. È usato nella cucina caraibica per pietanze molto piccanti.